# Poděšín
Poděšín (německy Podieschin) je obec v okrese Žďár nad Sázavou v Kraji Vysočina. Žije v ní 264 obyvatel a rozkládá se po obou stranách Poděšínského potoka.

## Geografie
Leží patnáct kilometrů jihozápadně od Žďáru nad Sázavou a sedm kilometrů na severovýchod od Polné v nadmořské výšce 562 metrů, nejvyšším bodem je na hranicích nad samotou Samotín patřící k Poděšínu 670 metrů, který stojí tři kilometry jižně od obce. Nový rybník Na Bejčině jihozápadně nade vsí se hodí ke koupání a protéká jím Poděšínský potok.

### Poděšínský potok
Obcí protéká Poděšínský potok pramenící v rozlehlých lesích nad Poděšínem na takzvané střeše Evropy a má dvě prameniště. Jeden z pramenů se nachází na Samotíně, kde jsou obecní studny a druhý až na Janovickém katastru ve Špitálském lese.
Poblíž tohoto toku se v minulosti staly dvě vraždy. První se stala v roce 1926, když mladík z Janovic ubil svou milou a pak se pokusil o sebevraždu, ale byl zachráněn a odsouzen k trestu smrti provazem. Rozsudek byl do roka po vraždě vykonán. Druhá vražda se stala o sedm let později, když údajně pytlák ubil hajného. Tato vražda nebyla nikdy vyšetřena.
Oba prameny se spojují do jednoho proudu na horním konci vsi u kulturního domu, a dále jako jeden tok vtékají uprostřed návsi do obecního Mlýnského rybníka, který je velký asi 1,5 ha a má jej pronajatý místní sbor dobrovolných hasičů, jenž byl založen v roce 1902, na chov ryb. Potok teče dále na sever přes Nížkov a za Bukovou se vlévá do řeky Sázavy.

## Název
Původní název obce Pustsin byl mnohokrát změněn a zkomolen např. Pozdyesin, Podyschin, Pozdiessin, Podissyn, Podiessin, Podieschin, Podiessin až konečně v roce 1854 nabyl konečné podoby na Poděšín.
- 1233 Pustsin
- 1318 Pozdyesin
- 1356 Podyschin
- 1547 Pozdiessin
- 1597 Podiessyn
- 1654 Podissin
- 1675 Podiessin
- 1713 Podieschin
- 1787 Podiessin
- 1854 Poděšín

## Historie
Obec patří historicky do Čech. První písemná zmínka o obci pochází z roku 1233, kdy patřila až do roku 1254 Janu z Polné. Vznik vesnice souvisí s počátky nížkovského kláštera a kostela za vlády panovníka Václava I., syna Přemysla Otakara I. Tím patří mezi úplně nejstarší obce na žďárském okrese, i když největší část své existence patřil pod polenské panství a to od svého vzniku až do roku 1884, kdy byl zařazen pod okres Německý Brod. V letech 1869-1880 spadala obec pod okres Polná. Za druhé světové války v roce 1940 byla obec Němci zařazena pod okres Jihlava, po válce se znovu vrátila pod nyní už Havlíčkův Brod, aby nakonec v roce 1949 zakotvila v okrese Žďár nad Sázavou.
V roce 1318 za vlády Jana Lucemburského ves přepadli a vypleněl jistý Billung ze Žumberku s Bohuňkem z Popovic, kteří se vraceli z válečné výpravy. O rok později s nimi vedl spor majitel polenského panství Vikart o náhradu škody za zničenou obec. Další zmínka o vsi pochází z roku 1390, kdy majitel polenského panství Jan Ptáček z Pirkštejna povolil nížkovským kněžím obnovu Filtzbauerovského rybníka u Poděšína a v roce 1502 dostala obec odúmrť od Hynka Bočka z Kunštátu. V roce 1636 bylo v Poděšíně obydlených 16 selských domů. V roce 1708 byla postavena zvonička, která byla v roce 1874 přestavěna na kapličku „panny Marie“. Byl do ní použit původní zvon, který zde vydržel až do první světové války, kdy ho rakouská monarchie zkonfiskovala na zbrojní průmysl. Po válce byl použit železný zvon, v roce 1970 nechala obec udělat zvon nový, který slouží dodnes. Již v roce 1737 měla obec svoji pečeť, a to strom stojící u statku, která se však nezachovala.

### Škola
V roce 1825 byla založena jednotřídní škola. První tři roky se vyučovalo v soukromém domě č. p. 20 a roku 1928 postavili jednotřídní školu, jenž v roce 1895 přestavěli a roku 1908 rozšířili na dvoutřídní. V roce 1942 byla založena mateřská škola v jedné ze tříd školy, protože ta byla za války opět spojena v jednu třídu, a o tři roky později chodily starší děti do Nížkova do tzv. „měšťanky“. V roce 1975 byla škola v obci zrušena a tak ji občané přebudovali celou na mateřskou školu, která byla otevřená o rok později. Roku 1978 byla měšťanka v Nížkově zrušena, proto starší děti dojížděly do Nového Veselí. Od roku 1990 chodí všechny děti školou povinné opět do nově otevřené školy v Nížkově.

### Rozvoj
V roce 1871 byl k obci přikoupen Samotín u Rudolce, takže se katastr rozšířil až na dohled k Rudolci a k Janovicím. V letech 1873, 1874 a 1917 byla velká sucha, a proto ve vsi vypukly velké požáry. V roce 1925 byl po celé vesnici zaveden elektrický proud, v roce 1946 byl do hostince zaveden první telefon a o tři roky později si občané vybudovali obecní vodovod a veřejný rozhlas po vsi, čímž skončila doba, kdy obecní strážník chodil po vsi, bubnováním svolával občany a předčítal jim různé zprávy, vyhlášky a nařízení. V roce 1979 zahájili výstavbu veřejné kanalizace.
Obec Poděšín byla téměř vždy samostatná, jen od roku 1980 do roku 1990 patřila pod MNV Nížkov, od té doby je opět samostatná a je řízena sedmičlenným zastupitelstvem, v jehož čele stojí starosta. Obec uspořádala v roce 2006 setkání rodáků, na které se sjeli krajané z celé republik, k této příležitosti byly vydány dvě emise pohlednic obce. První byla reprodukce staré dobové pohlednice a druhá ze současnosti. Od roku 1998 obecní úřad vydává dvouměsíčník Zpravodaj obce Poděšín, o který je značný zájem nejen u občanů obce, ale píší si o něj i rodáci.

## Současnost
V současné době je v obci kulturní dům, který byl postaven v roce 1954. Trénuje a hraje zde své zápasy aktivní oddíl stolního tenisu, mezi nimiž vyrostla i juniorská reprezentantka Renata Chvátalová, která nyní hraje v Německu. Dále je zde mateřská škola, kterou navštěvují i děti ze sousedního Sirákova, prodejna smíšeného zboží, která byla postavena v roce 1989. U rybníka stojí stylový hostinec „Na hrázi“, který majitelé přebudovali z bývalého vodního mlýna. U školy stojí hasičská zbrojnice. Za vsí leží sportovní hřiště na volejbal a malou kopanou. Z obce je od nové čekárny, která byla postavena v roce 1987, dobré autobusové spojení do okresního města Žďáru nad Sázavou, dále do Polné, Jihlavy a Přibyslavi.

## Obyvatelstvo
V roce 1771 při prvním sčítání bylo v obci 36 domů a 235 obyvatel. Podle sčítání 1921 zde žilo v 55 domech 378 obyvatel, z nichž bylo 189 žen. 378 obyvatel se hlásilo k československé národnosti. Žilo zde 340 římských katolíků a 38 evangelíků.
V obci je 95 domů a 112 bytů. 44 % obyvatelstva je ekonomicky aktivní, za prací převážně dojíždějí do okolních vsí a měst.
| Rok            | 1869 | 1880 | 1890 | 1900 | 1910 | 1921 | 1930 | 1950 | 1961 | 1970 | 1980 | 1991 | 2001 | 2011 | 2021 |
| -------------- | ---- | ---- | ---- | ---- | ---- | ---- | ---- | ---- | ---- | ---- | ---- | ---- | ---- | ---- | ---- |
| Počet obyvatel | 363  | 416  | 397  | 387  | 375  | 378  | 370  | 293  | 296  | 242  | 208  | 245  | 250  | 240  | 253  |
| Počet domů     | 53   | 54   | 55   | 55   | 56   | 55   | 59   | 67   | 67   | 63   | 57   | 78   | 88   | 89   | 93   |

## Obecní správa

### Obecní symboly
Znak a vlajka byly obci uděleny rozhodnutím předsedy Poslanecké sněmovny Parlamentu České republiky dne 21. září 2005.

## Ekonomika
Po zániku JZD Poděšín v roce 1990 půdu obhospodařuje místní zemědělské družstvo a devět rolnických rodin. Sídlí zde společnost opravující zemědělské stroje, dvě truhlářství, kamnářství a firma zabývající se chovem králíků.

## Pamětihodnosti
- Kaplička Panny Marie - stojí na návsi, místní ji postavili jako zvoničku v roce 1708, v roce 1874 prošla rekonstrukcí a vznikla z ní kaplička.[11]